# IXS German Downhill Cup
Der iXS German Downhill Cup ist eine ehemalige Wettkampfserie im deutschen Mountainbike-Downhillsport, die von 2006 bis 2017 ausgetragen wurde.

## Organisation
Der iXS German Downhill Cup steht sowohl Lizenzfahrern (Profis) als auch Breitensportlern (Amateuren) offen. Er wird auch von internationalen Fahrern aus rund 20 Nationen genutzt, die UCI-Punkte für den Downhill-World-Cup sammeln wollen. Die Anzahl der Starter beträgt, je nach Strecke, zwischen 350 und 650.
Seit 2006 wird der Cup von der Schweizer Radbekleidungsmarke iXS, die zur Hostettler AG gehört, gesponsert. Meist wird auch die Deutsche Meisterschaft Mountainbike-Downhill im Rahmen des Cups ausgetragen (siehe in der Tabelle den Zusatz DM). Als Vorläufer des Cups gab es im Jahr 2005 den Mountainbike-Rider-Cup. Bis 2004 hieß die Serie Downhill-Bundesliga.
Zur Saison 2018 wurde der iXS German Downhill Cup mit dem iXS Swiss Downhill Cup zum IXS Downhill Cup fusioniert.

## Austragungen
| Jahr | Runde 1    | Runde 2             | Runde 3          | Runde 4                             | Runde 5          | Runde 6                |
| 2006 | Ilmenau    | Steinach am Brenner | Rittershausen    | Tabarz                              | Bad Wildbad (DM) |                        |
| 2007 | Winterberg | Ilmenau (DM)        | Bad Wildbad      | Steinach                            | Rittershausen    | Garmisch-Partenkirchen |
| 2008 | Winterberg | Thale               | Rittershausen    | Steinach                            | Bad Wildbad      |                        |
| 2009 | Winterberg | Rittershausen       | Bad Wildbad (DM) | Oberwiesenthal (wg. Forst abgesagt) | Thale            |                        |
| 2010 | Winterberg | Rittershausen (DM)  | Bad Wildbad      | Thale                               |                  |                        |
| 2011 | Winterberg | Ilmenau             | Bad Wildbad (DM) | Thale                               |                  |                        |
| 2012 | Winterberg | Steinach am Brenner | Ilmenau (DM)     | Bad Wildbad                         | Thale            |                        |
| 2013 | Winterberg | Steinach am Brenner | Bad Wildbad (DM) | Ilmenau                             | Thale            |                        |
| 2014 | Winterberg | Willingen           | Bad Wildbad      | Ilmenau                             | Thale            |                        |
| 2015 | Winterberg | Willingen           | Todtnau          | Tabarz                              | Ilmenau          | Thale                  |
| 2016 | Winterberg | Brandnertal         | Tabarz           | Ilmenau                             | Thale            |                        |
| 2017 | Winterberg | Brandnertal         | Ilmenau          | Bad Tabarz                          | Klinovec         | Thale                  |